# NGC 2618
NGC 2618 ist eine Spiralgalaxie vom Hubble-Typ Sab im Sternbild Wasserschlange. Sie ist schätzungsweise 173 Millionen Lichtjahre von der Milchstraße entfernt.
Das Objekt wurde am 20. Dezember 1784 von Wilhelm Herschel entdeckt.